# Emma Ania
Emma Iwebunor Ania (Londra, 7 febbraio 1980) è una velocista britannica, medaglia d'argento nella staffetta 4×100 metri agli Europei di Göteborg 2006.

## Biografia
Nel 2005 partecipa ai Mondiali di Helsinki non andando oltre i quarti di finale dei 100 metri piani. L'anno successivo raggiunge la finale dei 100 m piani ai Giochi del Commonwealth di Melbourne, dove col tempo di 11"51 si classifica 8ª; partecipa anche alla staffetta 4×100 metri vincendo la medaglia d'argento.
Agli Europei di Göteborg raggiunge la semifinale dei 100 m piani e vince nuovamente l'argento con la staffetta 4×100 m insieme alle compagne di nazionale Anyika Onuora, Emily Freeman e Joice Maduaka.
Nel 2008 si trasferisce in Italia per allenarsi e gareggiare per una società italiana, il CUS Cagliari; durante l'anno migliora i propri primati personali sui 100 e 200 m piani portandosi rispettivamente a 11"21 (nel meeting di Torino) e 23"25 (a Cagliari).
Partecipa ai Giochi olimpici di Pechino con la 4×100 metri britannica; insieme alle compagne di staffetta Jeanette Kwakye, Montell Douglas e Emily Freeman si qualifica in finale col quarto tempo assoluto (43"02). In finale però le ragazze non si ripetono a causa di una squalifica per la perdita del testimone.

## Progressione

### 100 metri piani
| Stagione | Risultato | Luogo        | Data      | Rank. Mond. |
| -------- | --------- | ------------ | --------- | ----------- |
| 2009     | 11"40     | Rovereto     | 1-9-2009  | 96ª         |
| 2008     | 11"21     | Torino       | 6-6-2008  | 42ª         |
| 2007     | 11"35     | Coral Gables | 14-4-2007 | 87ª         |
| 2006     | 11"32     | Salamanca    | 5-7-2006  | 63ª         |
| 2005     | 11"35     | Parigi       | 3-9-2005  | 61ª         |

### 200 metri piani
| Stagione | Risultato | Luogo     | Data      | Rank. Mond. |
| -------- | --------- | --------- | --------- | ----------- |
| 2008     | 23"25     | Cagliari  | 18-7-2008 | 118ª        |
| 2007     | 23"42     | Salamanca | 4-7-2007  | 147ª        |
| 2006     | 23"38     | Oslo      | 2-6-2006  | 127ª        |

## Palmarès
| Anno                                | Manifestazione          | Sede      | Evento      | Risultato        | Prestazione | Note                                     |
| ----------------------------------- | ----------------------- | --------- | ----------- | ---------------- | ----------- | ---------------------------------------- |
| In rappresentanza del Regno Unito   |                         |           |             |                  |             |                                          |
| 2005                                | Mondiali                | Helsinki  | 100 m piani | Quarti di finale | 11"57       |                                          |
| 2005                                | Mondiali                | Helsinki  | 4×100 m     | Batteria         | 43"83       | Miglior prestazione personale stagionale |
| 2006                                | Europei                 | Göteborg  | 100 m piani | Semifinale       | 11"49       |                                          |
| 2006                                | Europei                 | Göteborg  | 4×100 m     | Argento          | 43"51       |                                          |
| 2008                                | Giochi olimpici         | Pechino   | 4×100 m     | Finale           | dnf         |                                          |
| 2009                                | Mondiali                | Berlino   | 4×100 m     | 5ª               | 43"16       | Miglior prestazione personale stagionale |
| In rappresentanza dell' Inghilterra |                         |           |             |                  |             |                                          |
| 2006                                | Giochi del Commonwealth | Melbourne | 100 m piani | 8ª               | 11"51       |                                          |
| 2006                                | Giochi del Commonwealth | Melbourne | 4×100 m     | Argento          | 43"43       |                                          |